# Hasenbergl (métro de Munich)
Hasenbergl (en allemand : U-Bahnhof Hasenbergl) est une station de la ligne U2 du métro de Munich. Elle est située sous la Dülferstraße dans le quartier Hasenbergl (de), sur le secteur Feldmoching-Hasenbergl de Munich en Allemagne.
Mise en service en 1996, elle est desservie par les rames de la ligne U2.

## Situation sur le réseau

Plan du métro (2020).

Établie en souterrain, Hasenbergl est une station de passage de la ligne U2 du métro de Munich. Elle est située entre la station Feldmoching, terminus nord, et la station Dülferstraße, en direction du terminus est Messestadt Ost,.
Elle dispose d'un quai central encadré par les deux voies de la ligne U2,.

## Services aux voyageurs

### Desserte
Hasenbergl est desservie par les rames de la ligne U2.

Installations
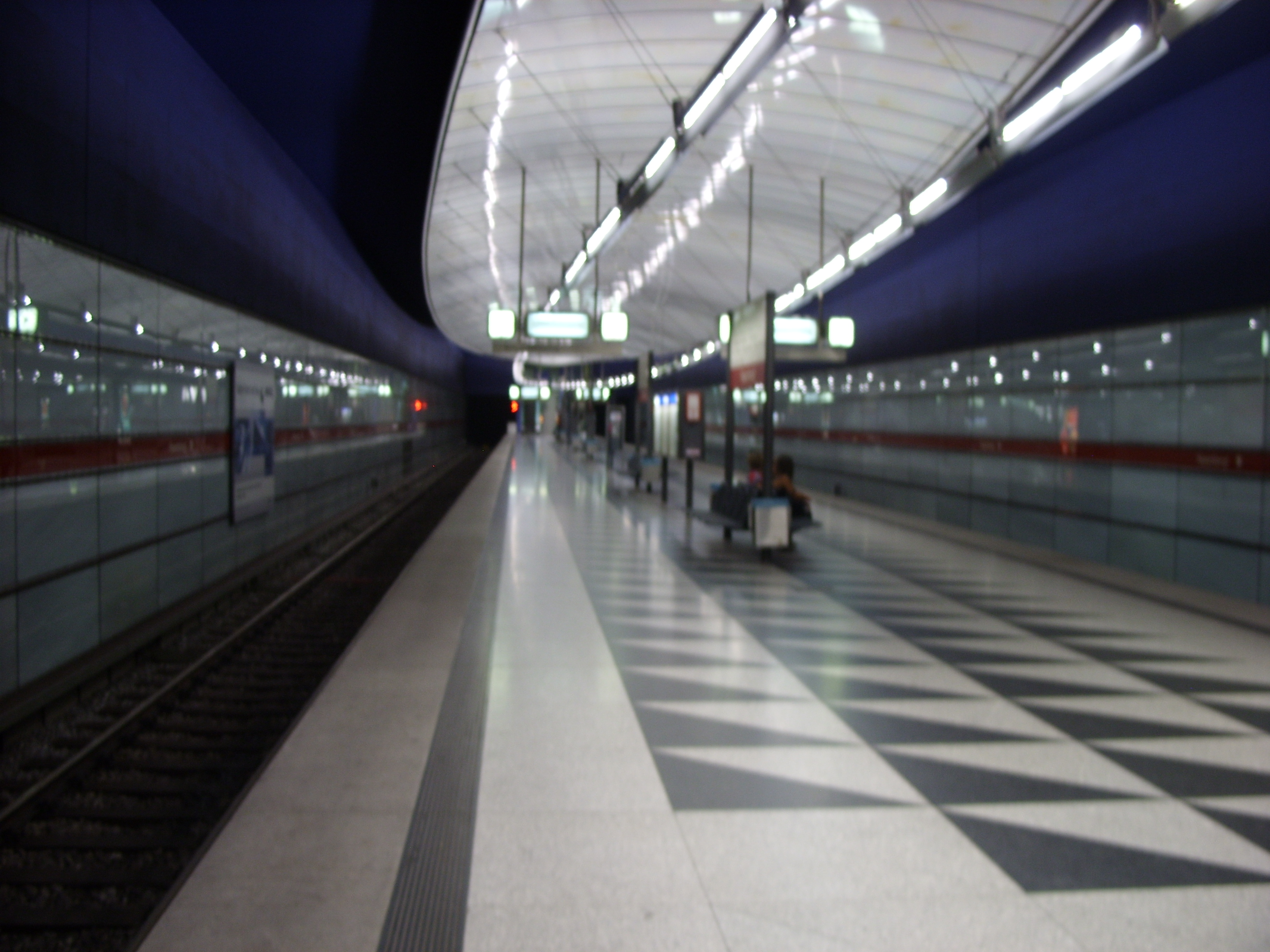
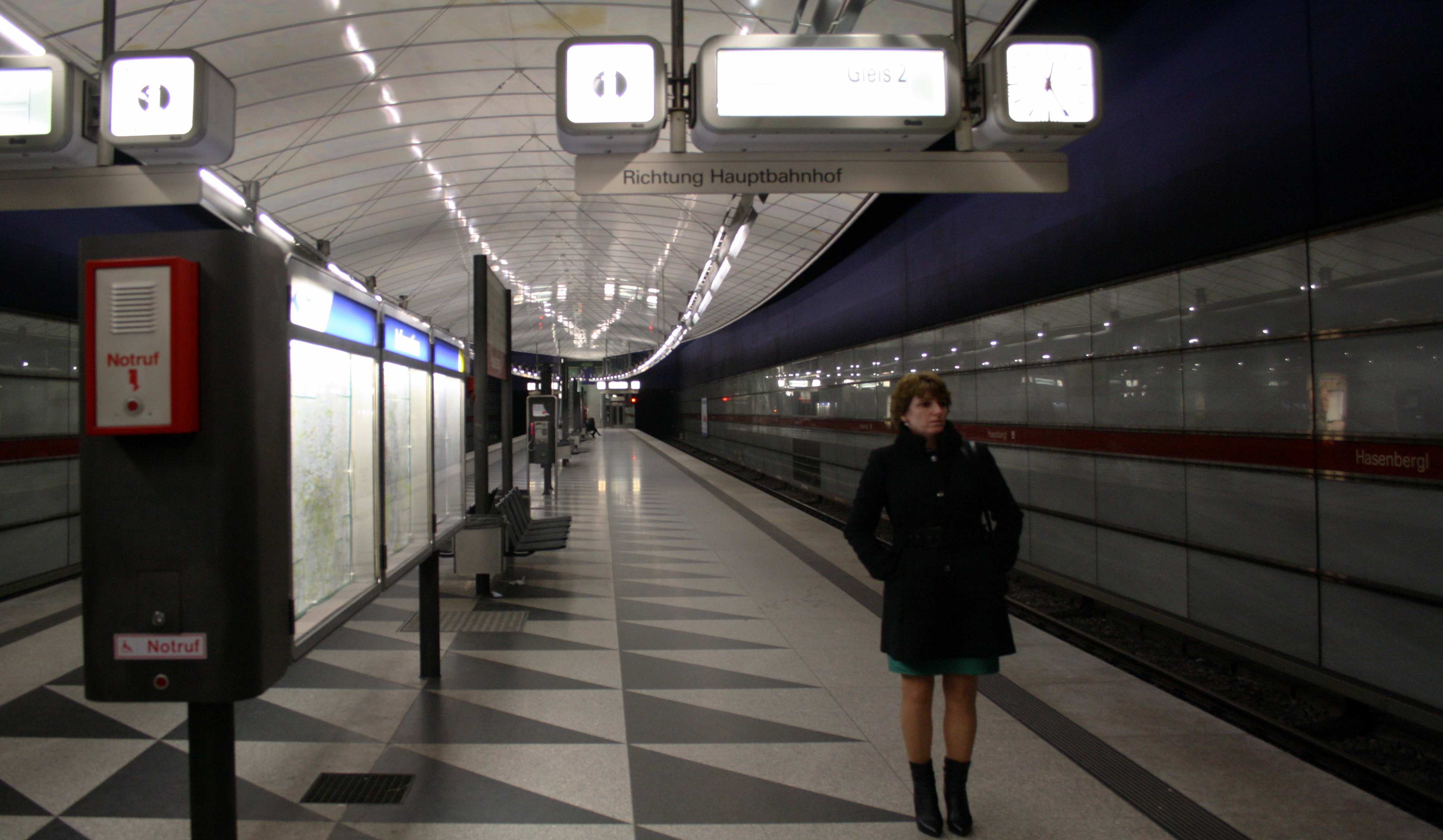

### Intermodalité
Des arrêts de bus situés à proximité sont desservis par les lignes 172, N41 et N76.

## À proximité
Elle dessert un quartier résidentiel.